# Invicta FC 11
Invicta FC 11: Cyborg vs. Tweet foi um evento de artes marciais mistas promovido pelo Invicta Fighting Championships, ocorrido em 27 de fevereiro de 2015 no RiverCenter em Los Angeles, Califórnia.

## Background
Invicta FC 11: Cyborg vs. Tweet foi um evento encabeçado por Cristiane Justino, defendendo seu Cinturão peso pena contra Charmaine Tweet. Christine Stanley foi programado para enfrentar Emily Corso mas Corso retirou devido a lesão em 30 de janeiro e foi substituída por Rachael Cummins. Dois dias antes do evento, Cummins retirou devido a sofrer uma lesão no treinamento e foi substituído na última hora por Laura Salazar. Lynn Alvarez Alvarez foi programado para enfrentar DeAnna Bennett, mas retirou-se devido a uma lesão em 11 de fevereiro e foi substituído por Norma Rueda Center. Irene Aldana iria enfrentar Melanie LaCroix mas Melanie retirou devido a lesão e foi substituída por Colleen Schneider.

## Card Oficial
Pelo Cinturão Peso Pena do Invicta FC.
Bônus
Luta da Noite: Alexa Grasso vs. Mizuki Inoue
Desempenho da Noite: Cristiane Justino , Irene Aldana

## Ligações Externas
1. ↑  a[›]